# DOSBox
DOSBox es un emulador que recrea un entorno similar al sistema MS-DOS con el objetivo de poder ejecutar programas y videojuegos originalmente escritos para dicho sistema en computadoras más modernas o en diferentes arquitecturas (como Power PC). También permite que estos juegos funcionen en otros sistemas operativos como GNU/Linux. Fue hecho porque Windows XP ya no se basa en MS-DOS y pasó a basarse a Windows NT.[cita requerida]
DOSBox es software libre, y está disponible para numerosos sistemas operativos, entre ellos Linux, FreeBSD, Windows, Mac OS X, OS/2 y BeOS. Incluso ha sido adaptado a las consolas PSP, Wii y GP2X.

## Características
- DOSBox es un emulador de CPU completo, no solo una capa de compatibilidad como DOSEmu o las máquinas con DOS virtual de Windows y OS/2, que aprovechan las posibilidades de virtualización de la familia de procesadores Intel 80386. No requiere un procesador x86 ni una copia de MS-DOS o cualquier otro DOS para ejecutarse, y puede ejecutar juegos que requieran que la CPU esté en modo real o modo protegido.
  - Núcleo de CPU dinámico: En los sistemas que tienen el juego de instrucciones i386 se usa una traducción dinámica de instrucciones. En los sistemas que no son compatibles con los x86 se utiliza una emulación completa, lo que ralentiza de manera importante la emulación. Un sistema PowerPC G4 a 1.6 GHz es capaz de emular un sistema 486 a una velocidad de 50 MHz con el hardware estándar emulado; mientras que basta con un Pentium III x86 mucho más lento para alcanzar la misma velocidad.
- Emulación de gráficos: Modo texto, Hercules, CGA (incluyendo los modos compuesto y 160x100x16 modificado), EGA, VGA (incluyendo el Modo X y otras modificaciones), VESA y emulación completa de la S3 Trio 64.
- Emulación de sonido: Adlib, altavoz del sistema, Tandy, Sound Blaster, Creative CMS/GameBlaster, Disney Soundsource, Gravis Ultrasound y MPU-401.
- Emulación de red: Simulación del módem sobre TCP/IP y soporte para redes IPX, permitiendo que se juegue a juegos de DOS a través de Internet. Las versiones de Windows soportan acceso directo al puerto serie.
- Contiene su propia línea de comandos interna al estilo del DOS, ya que no pretende ser un emulador de PC completo como Bochs.
- Imágenes autoarrancables: Además de su línea de comandos interna, DOSBox también ofrece la posibilidad de ejecutar archivos de imagen de juegos y software que fueron diseñados para arrancar sin ningún sistema operativo, lo que se conocía como PC booters.

## Problemas
Como la mayoría de programas que emulan sistemas, DOSBox requiere mucha más potencia computacional (de procesador principalmente) que los sistemas originales, dependiendo en gran medida del software que el usuario está ejecutando en el sistema emulado en cada momento. Además, los programas de DOS que se ejecutan en modo protegido (lo que incluye la mayoría de los juegos lanzados después de 1995) puede que se ejecuten más lentamente que en otros emuladores o máquinas virtuales como VMware o Virtual PC, dado que estos programas utilizan virtualización del procesador en lugar de emulación como DOSBox. En la versión actual de la adaptación a GP2X de DOSBox incluso los programas sencillos se ejecutan con cierta lentitud.

## Entorno gráfico de DOSBox
Existe un shell, también libre, para Windows, que provee de entorno gráfico al DOSBox, llamado DOSShell, desarrollado por Lonies Software.
El 3 de enero de 2015 se publicó una variante coreana para Windows conocida como  Ykhwong's DOSBox SVN-Daum Build que lleva un entorno gráfico integrado dotando a DOSBox de mayor versatilidad y facilidad de manejo.